# Ad Majorem Sathanas Gloriam
Ad Majorem Sathanas Gloriam – siódmy album norweskiej grupy Gorgoroth. Album wydany w roku 2006. Jest to czwarty album, na którym za wokal odpowiada były już wokalista Gaahl. Wydawnictwo dotarło do 22. miejsca VG-Lista w Norwegii.

## Lista utworów
Opracowano na podstawie materiału źródłowego.
| Nr | Tytuł utworu                       | Długość |
| -- | ---------------------------------- | ------- |
| 1. | „Wound Upon Wound”                 | 3:30    |
| 2. | „Carving a Giant”                  | 4:10    |
| 3. | „God Seed (Twilight of the Idols)” | 4:14    |
| 4. | „Sign of an Open Eye”              | 4:04    |
| 5. | „White Seed”                       | 4:36    |
| 6. | „Exit”                             | 3:30    |
| 7. | „Untamed Forces”                   | 2:37    |
| 8. | „Prosperity and Beauty”            | 4:54    |
|    |                                    | 31:35   |

## Twórcy
Opracowano na podstawie materiału źródłowego.
- Infernus - gitara
- Gaahl - śpiew
- King ov Hell - gitara basowa
- Frost - perkusja